# Cenicienta (canción)
«Cenicienta» es una canción del grupo pop español Fórmula V, publicada en 1969. 

## Descripción
Rememorando el personaje del cuento clásico de Charles Perrault, se trata de un tema romántico en el que el intérprete anhela el momento vivido con una joven que debió abandonar el baile al sonar las doce campanadas.
El sencillo alcanzó la cifra de 250 000 ventas. La canción está incluida en el segundo álbum de estudio de la banda, titulado Adelante.

## Versiones
Versionada por la banda Seguridad Social para el álbum recopilatorio Versión imposible 2 (2004).